# کاتا

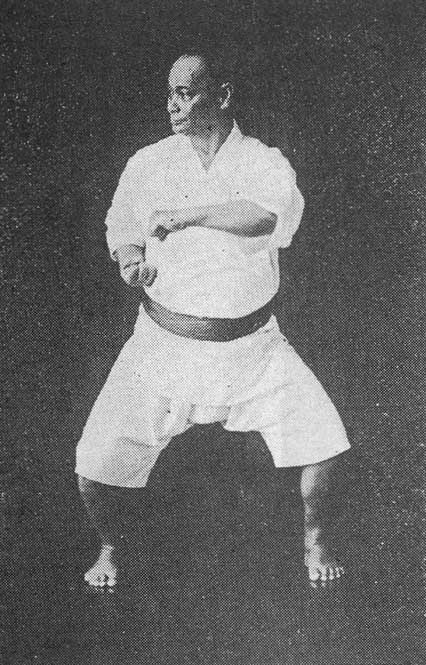
موتوبو چوکی در حال اجرای کاتای نایفانچی

کاتا (به ژاپنی: 型 یا 形) به معنای فُرم واژه‌ای ژاپنی است و به مجموعه حرکات از پیش طراحی شده‌ای گفته می‌شود که می‌تواند به‌طور انفرادی یا گروهی انجام شود.
کاتا در بسیاری از هنرهای ژاپنی همچون برخی انواع تئاتر (کابوکی) یا مراسم تهیه چای (چادو) استفاده می‌شود. اما شهرت آن بیشتر به دلیل اهمیت بسیار زیادی است که در هنرهای رزمی دارد. کاتا در بیشتر هنرهای رزمی ژاپنی و اوکیناوایی مانند کاراته‌دو، آیکیدو، جودو و کندو به کار می‌رود.
در بسیاری از هنرهای رزمی چینی و کره‌ای دیگر نیز تمرین مشابهی انجام می‌شود که البته با کلمات چینی و کُره‌ای نامیده می‌شوند.

## کاتا در کاراته

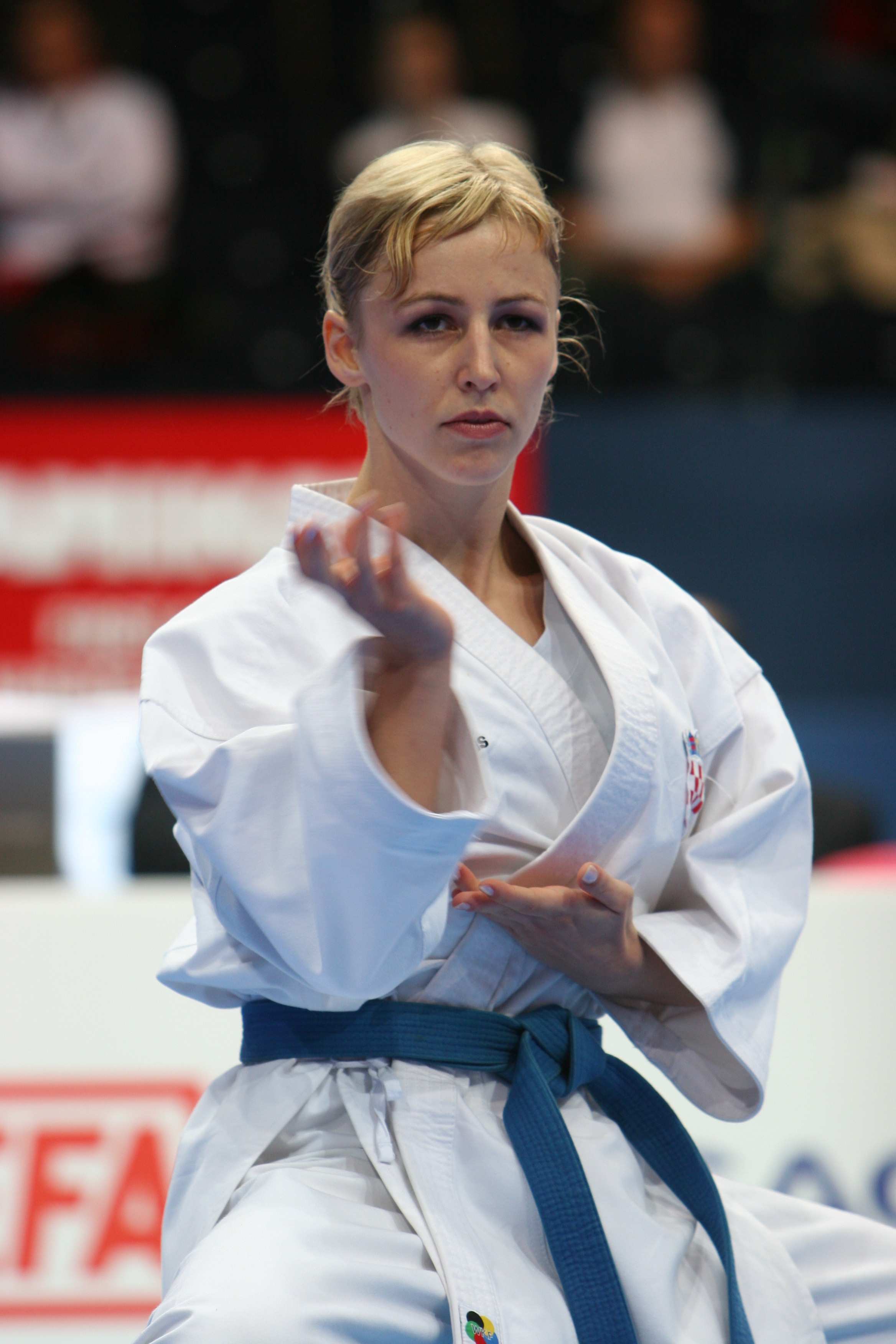
زن کاراته‌کای کروات در مسابقات قهرمانی کاراته جهان ۲۰۰۶

کاتا در کاراته اهمیت بسیار زیادی دارد و اجرای صحیح و دقیق آن‌ها بخش مهمی از تمرینات این رشته ورزشی را تشکیل می‌دهد.
هر کاتا حدوداً از ۲۰ تا ۷۰ حرکت (چرخش و گام برداشتن) تشکیل شده که با همراهی انواع ضربات دست و پا انجام می‌شوند. بسیاری از کاتاها بر اساس تعداد حرکات‌شان نام‌گذاری شده‌اند. از آن‌جا که ۱۰۸ عدد مهمی در بودیسم است، بسیاری از کاتاها ۲۷ یا ۳۶ یا ۵۴ (اعداد مقسوم علیه ۱۰۸) حرکت دارند.